# Ревна (приток Снова)
Ревна  — река, протекающая по территории России (Брянская область) и Украины (Черниговская область).
Общая длина реки 81 километр (в том числе в Черниговской области — 71,4 км), ширина до 6 метров, глубина до 1,5 м. Скорость течения реки 0,3-0,5 м/с, площадь бассейна 1660 км² (в том числе в Черниговской области — 1230 км²). Основными притоками являются речки Рванец, Дрестна, Устеж, Гаркавка и Слот.
В пойме реки (нижнее течение) расположен гидрологический заказник местного значения Ревна, с общей площадью 100 га.
Высота истока — 175 м над уровнем моря. Высота устья — 125 м над уровнем моря.